# Slag bij Szentgotthárd (1664)
De Slag bij Szentgotthárd, ook wel bekend als de Slag bij Mogersdorf, werd geleverd op 1 augustus 1664 tijdens de Habsburg-Osmaanse Oorlog tussen het leger van generaal Raimondo Montecuccoli en dat van grootvizier Ahmed Köprülü. Montecuccoli triomfeerde, waarmee opnieuw een poging van de Turken Europa verder binnen te dringen werd afgeslagen. Szentgotthárd is gelegen aan de Hongaarse kant van de huidige grens met het zuidelijk deel van de Oostenrijkse bondsstaat Burgenland.
Het Osmaanse leger omvatte zo'n 50.000 man, waarvan de helft niet aan de slag deel zou nemen. Van de betrokken eenheden bestond het grootste deel uit elitetroepen, janitsaren en sipahi. Het Habsburgse leger bestond uit 10.900 Oostenrijkse, 8300 Duitse, 5250 Franse, 2000 Kroatische soldaten, Tsjechen en een Piëmontees regiment.